# Тего Кънев
Тего Кънев (Янакиев) Зисов е български революционер, деец на Вътрешната македоно-одринска революционна организация.

## Биография
Кънев е роден в град Лерин, тогава в Османската империя, днес Флорина, Гърция. Баща му Янаки Зисов е член на българската община в града от 1880 година. Влиза във ВМОРО и е сред изявените легални дейци на леринската организация заедно с Илия Димушев и поп Анастас Кръстев.
През лятото на 1905 година е тежко ранен от гръцки терористи. Задържан е от властите и затворен в Лерин. В 1908 година е войвода в Леринско.
След Младотурската революция става спахия в Бач. През септември 1910 година по време на обезоръжителната акция на младотурците е задържан. Убит е след изтезания на пазара в Лерин в 1911 година.